# 太空電梯

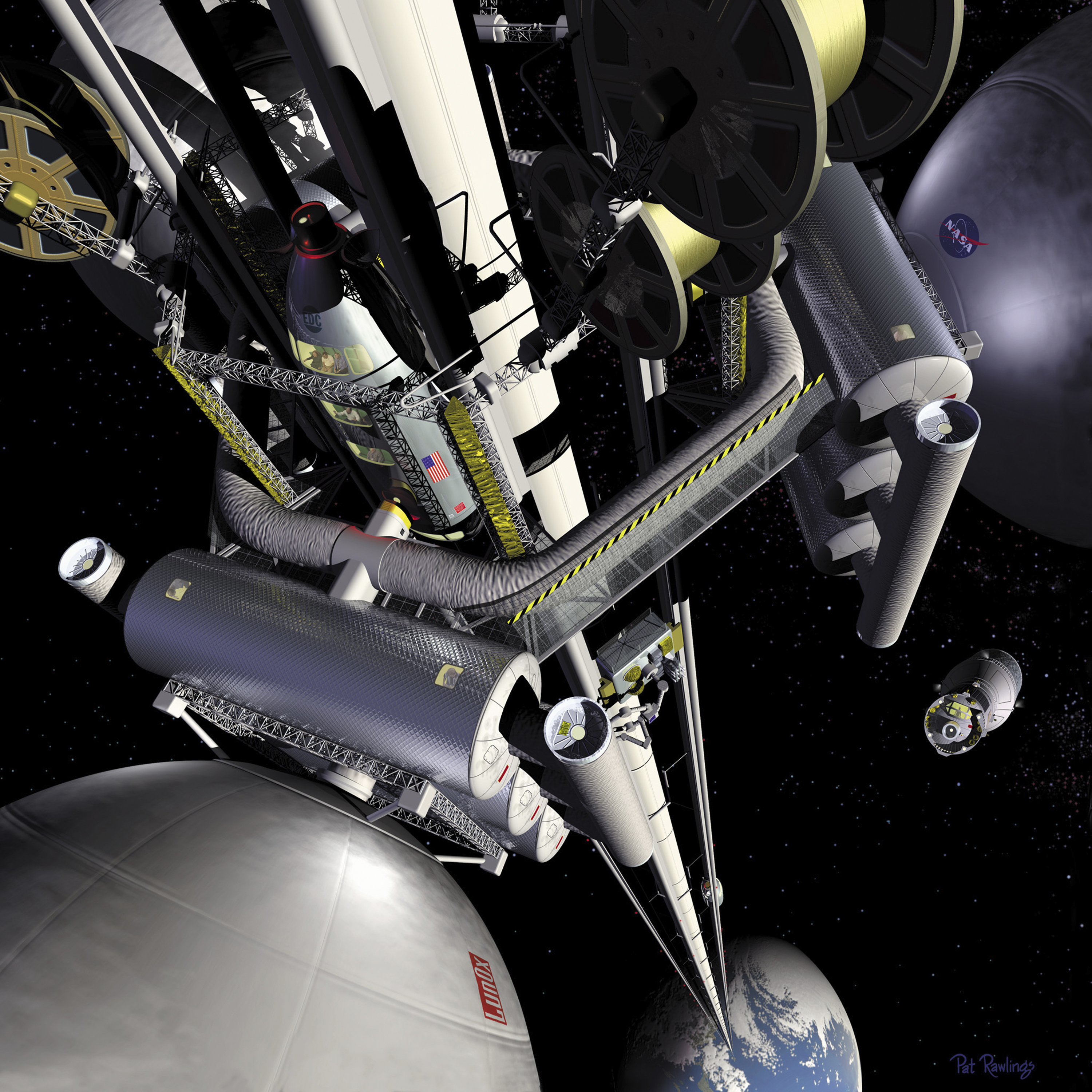
美國太空總署概念圖

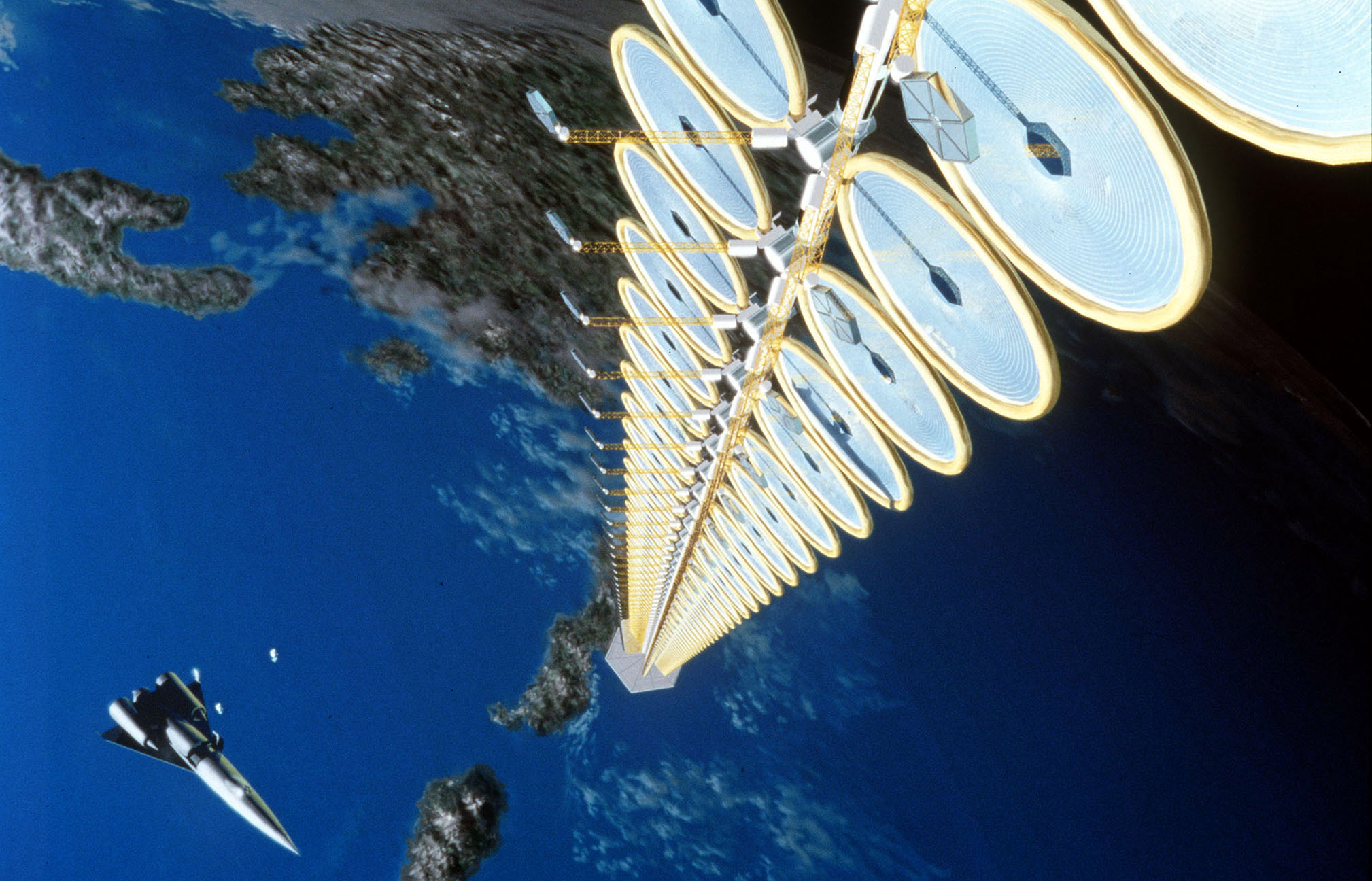
附太陽能發電衛星功能的概念圖

空间电梯（英語：Space elevator），又稱軌道電梯，由於頂部直達外太空，所以又名天梯，是一种低成本地将有效载荷从地球或其它星球的表面运输到空间的解决方案。

## 歷史
空间电梯的概念最初出现在1895年，由康斯坦丁·齐奥尔科夫斯基提出，其設計是地上一座過百公里高的塔。相當長的一段時間裡，它仅仅只是一种科学幻想，因为找不到一种合适的材料来制造足够强度的缆绳。但隨著纳米技术在20世紀90年代開始取得的突破性进展，建造一部现实的空间电梯開始成为可能，预计其建造成本约100亿美元，远少于国际空间站或航天飞机计划的投资。但把其送上太空組合就異常困難了，結果還是先有能夠在太空制造或至少能裝配組件的太空站。

## 技術

### 種類

靜止型的概念圖

靜止型
以平衡锤的方式，以離心力抵消總體重量，但平衡锤必需放置於同步轨道之上。
落下的力量依重力與高度：{\displaystyle g=-G\cdot M/r^{2}}
由於地球的自轉向上的離心力隨高度的增加：{\displaystyle a=\omega ^{2}\cdot r}
因此相反方向兩者的力量總合為：{\displaystyle g=-G\cdot M/r^{2}+\omega ^{2}\cdot r}
其中
g是落下的力量（m s−2）,
a是離心力（m s−2）,
G是引力常數（m3 s−2 kg−1）
M是地球質量（公斤）
r是從該點到地球中心的距離（公尺）
ω是地球的轉動速度（弧度/秒）
導出公式：{\displaystyle r_{1}=(G\cdot M/\omega ^{2})^{1/3}}
因此計算出同步轨道在離地心高度約35,786 km處。
高速移動型
又稱「極音速天鉤」，這是美國航太工程師罗伯特·祖布林於1993年發表的，低設置高度，結構體下端在離地高度約100公里處，持續以10－15馬赫高速飛行以維持高度。相較於靜止型需要先運送一定質量的平衡锤到太空，高速移動型具有更低的建造成本。

### 組件
这个方案旨在建造一部称作空间电梯的运输工具。空间电梯由几个部分组成：
- 平衡锤：平衡锤是一个比较重的物体，放置于同步轨道上方。
- 缆绳：缆绳是一条十分长且结实的绳子，上粗下细，用于连接地面与平衡锤。
- 货舱：货舱用于装载货物，它可以顺着缆绳在空间和近地端基地之间上下移动。
- 近地端基地：由於受到氣候的影響，不便設置於對流層以下，不然會受到颱風或下雨影響到設備的下墜力量。

### 材料

奈米碳管是可行的材料之一

对于建造在地球上的空间电梯，平衡锤需要位于距离地面約3.6万公里上空，使用3.6万公里长的缆绳与地面连接。
这种缆绳必须十分结实，起初被亞瑟·查理斯·克拉克，於其小說《天堂之泉》中建議由單晶材料建造，但其不宜在地球重力下大量生產，但後來發明的碳纳米管也可以胜任。包括平衡锤和缆绳的质心位于地球同步轨道的高度，同时为了保证整个装置固定，地面基站通常建造在赤道附近，同时应该尽量选择商业飞行较少的区域，以避免飞机与缆绳或货舱相撞，同时缆绳和货舱还必须能够抵御来自风和闪电的袭击。
对于建造在月球上的空间电梯，要求相比地球要低，因为月球重力较小，且没有大气因素影响，自转速度较慢，且为同步自转。这种条件下，平衡锤可以建造在月球和地球的引力中点，即月球的拉格朗日點上。

### 類似或配套設計
空间电梯並不是唯一非火箭航天发射方案，其他的方案可以和空间电梯組成一個完整的登天系統。
- 軌道大炮（如質量投射器）
- 登天塔即上文中一個從地球直伸到數十至數百公里高的台，可以在大氣外直接發射航天器。
- 軌道環（宇宙騎士BLADE登場）與太空電梯同級大小，在低軌道上包圍地球圓周上空發射航天器的另類結構。
- 发射环類似軌道環但不需要包圍地球圓周的較小型設計，
- 軌道天鉤即小型化的高速移動型太空電梯。
- 太空纜索

## 出現太空电梯的科幻作品
在故事中出現的固定從地球上太空的建築，不一定都是採用這些方案，僅列出具代表性的設計。
- 首先吸引公眾注意的是亞瑟·查理斯·克拉克的《天堂的噴泉（英语：The Fountains of Paradise）》（1979年）。
- 《銃夢》（1990~1995年）的沙雷姆和耶魯由軌道電梯連接。
- 《異度裝甲/傳說/神劍》系列遊戲（1998年~）多款遊戲出現軌道電梯連接。
- 《三体》系列小說（2006~2010年）中，为人类登上太空的主要途径。
- 動畫《機動戰士GUNDAM00》（2007~2009年）中，第一條太空电梯於23世紀末被建造，也是與太陽能發電系統共存的設施，設計概念與現實最符合。
- 動畫《GUNDAM G之复国运动》（2014~2015年）中，太空电梯成為主要劇情舞台。
- 電影《無姓之人》（2009年）中，太空电梯為一個過渡性場景。[1]
- 動畫《宇宙骑士》中，太空电梯被叫做拉达姆的外星生物占领，但該電梯是另類構造的軌道環。
- 動畫《超時空世紀》中，被反叛人類的機器人佔領。
- 動畫《魔動王》OVA第二輯中，遙大地乘太空电梯到太空站。
- 《洛克人X8》的Jakob。
- 《魔法禁书目录劇場版：恩底弥翁的奇迹》中的恩底弥翁，作为故事主要线索出现。
- 動畫《銀河機攻隊 莊嚴皇子》MJP與GDF的發射太空站玫瑰星即使用太空電梯與地球連結。
- 小說《加速世界》第5冊之中的小型化的太空升降機「赫密斯之索」。
- 漫畫《魔法老師》故事接近收尾時有提到太空電梯的發明，並且在續作悠久持有者也會提到與用到這個設定。（天之御柱）
- 遊戲《空戰奇兵7 未知的天空》 中，由歐西亞前總統文森．哈林下令在愛爾吉亞王國領地內的君特灣建造第一座太空電梯，因為此舉止令愛爾吉亞王國感到不滿而派兵佔領軌道電梯，爆發「燈塔戰役」
- 遊戲&動畫星域毀滅者 Z.O.E Dolores（2001年）中，火星叛軍對地球軌道電梯發動攻擊，試圖殲滅一百廿億地球人
- 電影《星際救援》（2019年）
- 電影《流浪地球2》（2023年）中，在2044年遭到數字生命派的攻擊，導致方舟號空間站墜毀，隨後重建。
- 電影《Marvel隊長2》（2023年）中，「聖刃太空站」設有太空電梯，但該電梯使用電波作為吊纜。
- 遊戲《劍星》中，伊芙為了尋找四顆阿爾法核心，搭乘軌道電梯前往位在高軌車站的中央核心。

## 建設計畫
- 2012年2月：日本大林建設公司宣布計畫投入100億美元以建造時速200公里、單程需7天的太空電梯，並期望在2050年落成。[2][3]